# Nyża nad Bramką
Nyża nad Bramką (Schronisko w Żlebie I) – jaskinia, a właściwie schronisko, w Dolinie Kościeliskiej w Tatrach Zachodnich. Wejście do niej położone jest w Żlebie z Bramkami stanowiącym boczne odgałęzienie żlebu Głębowiec, w zboczu Kominiarskiego Wierchu, na wysokości 1270 metrów n.p.m. Jaskinia jest pozioma, a jej długość wynosi 5,5 metrów.

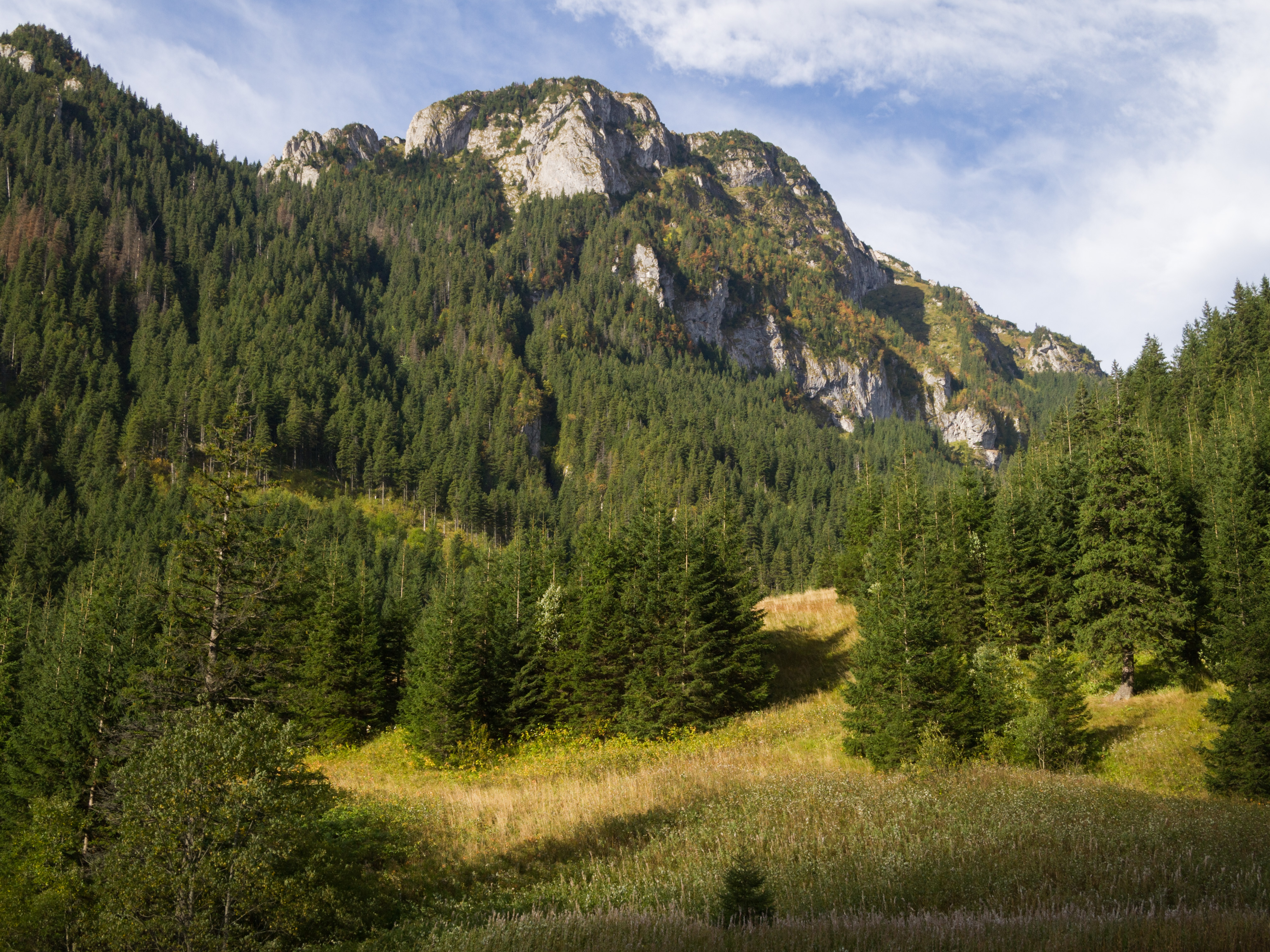
Na lewo od Raptawickiego Wierchu wśród lasu żleb Głębowiec

## Opis jaskini
Jaskinię stanowi nyża zaczynająca się zaraz za niewielkim otworem wejściowym. W końcowej części odchodzi z niej mały i ciasny kominek.

## Przyroda
W jaskini brak jest nacieków i roślinności. Ściany są wilgotne.

## Historia odkryć
Jaskinia była znana od dawna. Pierwszą wzmiankę o niej opublikował W. W. Wiśniewski w 1988 roku nazywając ją Schronisko w Żlebie I.